# Allogymnopleurus sagnai
Allogymnopleurus sagnai là một loài bọ cánh cứng trong họ Bọ hung (Scarabaeidae).